# Elisabeth Kropfitsch
Elisabeth Kropfitsch  (* 1962 in Wien) ist eine österreichische Geigerin und Musikpädagogin. Sie ist Professorin an der Universität für Musik und darstellende Kunst in Wien und seit einigen Jahren auch Vorsitzende der Fachgruppe Violine (Prüfungssenat Violine) am Fritz Kreisler Institut ebenda.

## Leben und Wirken
Elisabeth Kropfitsch erhielt Geigenunterricht bei Alfred Staar (1938–2000, Mitglied der Wiener Philharmoniker) und wurde im Jahr 1975 im Alter von 12 Jahren in die Meisterklasse von Wolfgang Schneiderhan an der Musikhochschule Wien aufgenommen, wo sie bis 1985 ihr Violinstudium absolvierte und die Diplomprüfung mit Auszeichnung ablegte. Ebenda erfolgte 1986 die Sponsion zur Magistra Artium.
Kropfitsch war Preisträgerin mehrerer Wettbewerbe z. B. Internationaler Violinwettbewerb Citta di Senigallia/Italien. Sie tritt als Solistin mit namhaften Künstlern und Orchestern wie dem Mozarteum-Orchester Salzburg, dem Symphonieorchester Basel, den Moskauer Philharmonikern, den Festival Strings Lucerne, dem Rome Symphony Orchestra, den Nürnberger Symphonikern, dem Nagoja Philharmonic Orchestra, den Berliner Symphoniker und vielen anderen auf.
Sie bildet mit ihren Brüdern Johannes Kropfitsch (Klavier) und Stefan Kropfitsch (Cello) das Jess-Trio-Wien, mit dem sie weltweit konzertiert – u. a. im Wiener Konzerthaus, Musikverein Wien, Theatro Piccolo Milano, Jerusalem Rebecca Crown Hall, der Berliner Philharmonie, Palau de Musica Barcelona, Seoul Art Cente, Bejing Concert Hall, der Wigmore Hall, der Carnegie Hall, im Lincoln Center der Tonhalle Zürich sowie in Warschau, China, Japan, Korea, Amerika und Israel, auch im Rahmen von internationalen Musikfestivals wie den Wiener Festwochen, den Internationalen Musikfestwochen Luzern, dem Bohuslav Martinu Festival Prag, dem Carinthischen Sommer, den Bregenzer Festspielen und dem Copenhagen Summer Festival. Unter Giorgio Strehler führte sie alle Klaviertrios von Ludwig van Beethoven in Mailand auf und hat bereits seit 20 Jahren einen eigenen, 6 Konzerte pro Saison, im Abonnement Zyklus „Jess-Trio-Wien“ im Mozartsaal des Wiener Konzerthauses.
Nachdem sie nach ihrem Studium Assistentin von Eduard Melkus, Jan Pospichal, Igor Ozim und Michael Frischenschlager war, leitete sie als Musikpädagogin ab 1996 eine Violinklasse am Joseph-Haydn-Konservatorium Eisenstadt und unterrichtete Kammermusik am Joseph Haydn Institut der Musikhochschule Wien, wo sie sich 2008 am Institut für Streich- und Saiteninstrumente habilitierte und seit 2011 Universitätsprofessorin für Violine ist.

## Mitgliedschaften
Kropfitsch war Mitglied des beim Bundeskanzleramt installierten Musikbeirates und Vorstandsmitglied des ersten Österreichischen Frauenkammerorchesters. Sie war zudem langjährige künstlerische Leiterin der Konzertreihe classic muerz in Mürzzuschlag und ist Vorstandsmitglied der ESTA Österreich (European String Teachers Association).

## Radio- und Fernsehproduktionen
mit dem ORF (z. B. Elisabeth Kropfitsch spielt Fritz Kreisler), SRG, ZDF, NRD; RAI und BBC.

## Diskografie
CD-Veröffentlichungen erfolgten bei EMI, Sony, Gramola, Hungaroton: u. a. Werke von Fritz Kreisler mit der Stradivari „King George“ aus dem Jahr 1710 sowie Solo-, Orchester- und Kammermusik-Live-Aufnahmen von Giuseppe Tartini (Teufelstriller-Sonate) bis Rainer Bischof (Violinkonzert) mit der damals in ihrem Eigentum befindlichen Violine „d’Elia“ von Guadagnini aus dem Jahr 1751. Ihr jetziges Konzertinstrument ist ihre eigene Violine von Vuillaume nach Guarneri del Gesù aus dem Jahr 1835.